# Baltic Cup 1929
Baltic Cup 1929 – druga edycja turnieju towarzyskiego Baltic Cup,  rozegrana w dniach od 14 do 16 sierpnia 1929 w stolicy Łotwy – Rydze. W turnieju tradycyjnie wzięły udział trzy zespoły: drużyna gospodarzy, Litwy i Estonii.

## Mecze
| 14 sierpnia: |  | Łotwa | 3 | – | 1 | Litwa |

| 15 sierpnia: |  | Litwa | 2 | – | 5 | Estonia |

| 16 sierpnia: |  | Łotwa | 2 | – | 2 | Estonia |

## Końcowa tabela
| M | Reprezentacja | L.m. | Zw. | Rem. | Por. | Bramki | R.br. | Pkt |
| 1 | Estonia       | 2    | 1   | 1    | 0    | 7:4    | +3    | 3   |
| 2 | Łotwa         | 2    | 1   | 1    | 0    | 5:3    | +2    | 3   |
| 3 | Litwa         | 2    | 0   | 0    | 2    | 3:8    | -5    | 0   |

Triumfatorem turnieju Baltic Cup 1929 została Estonia.